# Amatorculus
Amatorculus Ruiz & Brescovit, 2005 è un genere di ragni appartenente alla famiglia Salticidae.

## Distribuzione
Le due specie oggi note di questo genere sono state rinvenute in Brasile: A. cristinae nello Stato di Minas Gerais e la A. stygius nel Distretto Federale e nel San Paolo.

## Tassonomia
A dicembre 2010, si compone di due specie:
- Amatorculus cristinae Ruiz & Brescovit, 2006 — Brasile
- Amatorculus stygius Ruiz & Brescovit, 2005[2] — Brasile